# Menú Inicio
El menú Inicio es un elemento de la interfaz de usuario usado en Microsoft Windows desde Windows 95 y en algunos otros sistemas operativos. Es una lista gráfica de accesos directos a diversas funciones como los programas u opciones comunes como Documentos y Apagar el sistema, todo en un solo lugar; por lo tanto una característica verdaderamente esencial. Tiene diferentes nombres en diferentes sistemas operativos y gestores de ventanas, como Kickoff Application Launcher en KDE , Dash en GNOME y Unity, y pantalla de inicio en Windows 8 y Launcher en Android.

## Microsoft Windows

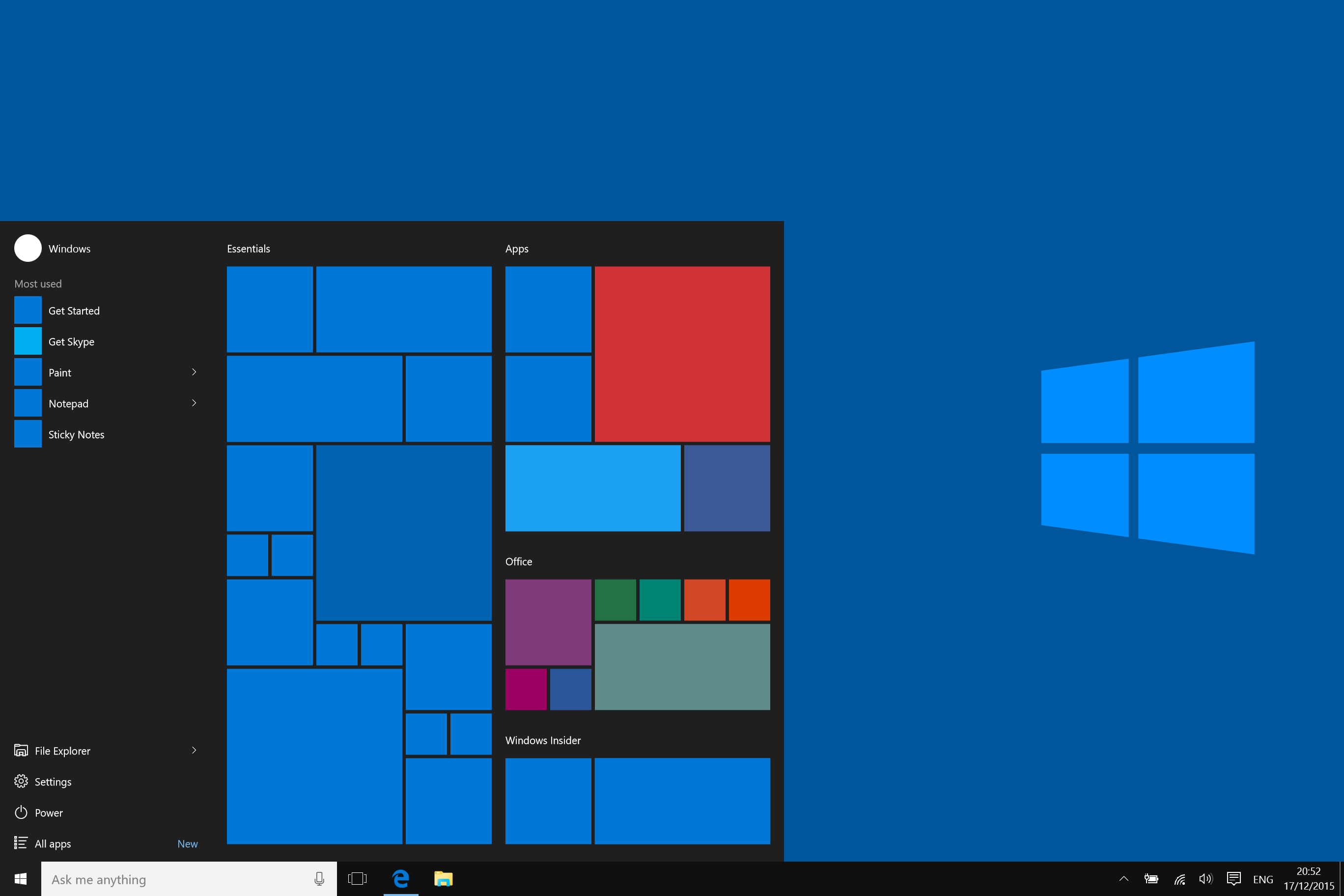
Versión abstracta de la interfaz de Windows 10.

En Microsoft Windows, el menú de Inicio de alguna forma aparece en Windows 9x, Windows NT 4.0 y todas las versiones posteriores en la familia de Windows NT, así como en Windows CE, Windows Mobile y Windows Phone.
En las primeras versiones de Windows, no existía menú inicio, se utilizaba un Administrador de programas para la misma función.
El Administrador de Programas era la interfaz gráfica de Windows 3.1, esta agrupa los accesos directos en categorías según su propósito.
En el desarrollo de Windows Cairo el Administrador de Programas fue reemplazado por una disposición de tres iconos (File cabinet, World, Programs) y una banda inferior con System, Find (ojo con lupa) y Help (signo ? con letra i), un área blanca para colocar accesos directos, mientras que al pulsar el botón Minimizar los programas se muestran como rectángulos grises.
Al estudiar la funcionalidad de esta disposición, sin embargo, se detectó el problema que los usuarios perdía de vista el icono programas pues lo ocultaba las aplicaciones abiertas. Para resolverlo se unificó todos los iconos en un único botón en la banda inferior (siempre visible) con el texto Inicio remarcando su función; esta disposición tiene ventajas sobre el Administrador de programas, el cual no podía insertar grupos dentro de otros grupos, el menú Inicio ofrece una jerarquía de accesos al anidar carpetas dentro de otras; y enlaces a opciones fundamentales para el manejo de la PC. Se puede acceder a él haciendo clic en el "botón" que se encuentra a la izquierda de la barra de tareas.
Windows 95 heredó esta interfaz (mientras Cairo seguía en "desarrollo") promocionado con la canción Start Me Up. El diseño de esta en general no tuvo grandes variaciones aparte de colocar los favoritos de Internet Explorer, Mis Documentos y Herramientas administrativas en (Windows 2000 y versiones posteriores) después fue sustituido por una mejor versión.

### Windows XP
El Menú Inicio tuvo una importante remodelación en Windows XP. Ahora está ampliado a dos columnas, siendo el de la derecha una lista de destinos comunes (Mis documentos, impresoras, panel de control, Sitios de red, etc.), y el de la izquierda los programas anclados o más utilizados. También hay un acceso llamado Todos los programas, el cual muestra los programas instalados en el sistema.
A pesar de la remodelación, el menú clásico sigue estando disponible.

### Windows Vista
La novedad fue una caja de texto para iniciar una búsqueda general dentro de carpetas específicas para indización.
, devolviendo resultados a medida que se escribe en él, actuando como un lanzador de aplicaciones rápido y potente. El botón ya no posee el texto Inicio y ahora es solo una icono circular.
Otro cambio importante en Windows Vista es que ya no presenta el listado "Todos los programas" en cascada horizontal que llega a ocupar toda la pantalla, ahora todas las carpetas se ordenan alfabéticamente dentro del propio Menú Inicio además de filtrar resultados con la caja de búsqueda; estos responde a una queja constante desde XP dónde la lista de programas llegaba a ser demasiado extensa y sin orden alfabético. 

Al igual que XP, Windows Vista permite a los usuarios volver el menú al estilo de la versión Windows 2000.

### Windows 7
La opción de poner el antiguo menú al estilo Windows 2000, ya no es posible.
Este menú es similar al de Windows Vista. Los accesos a los documentos, imágenes, música y video ahora apuntan a sus respectivas bibliotecas. Los botones de apagado y bloqueo fueron reemplazados por un botón con el nombre de "Apagar", seguido de una flecha para acceder a más opciones de apagado.

### Windows 8/8.1
En Windows 8 se eliminó por completo el menú de Inicio junto con su botón correspondiente. Al hacer clic derecho sobre la esquina inferior izquierda, aparecerá un menú igual a cuando se hace clic derecho en una parte del escritorio, pero con las opciones de Windows 7. 
Sin embargo, en Windows 8.1 y luego de las críticas recibidas, regresó el botón de inicio, aunque no con su menú correspondiente. Al hacer clic en este, se alterna entre pantalla Inicio y escritorio. En el menú Aplicaciones se puede ver algo parecido al antiguo acceso Todos los programas, pero con los anteriormente nombrados programas en forma de icono cuadrado y el menú completo.
La supresión del menú no fue muy aceptado por un porcentaje bastante grande de usuarios, y se han registrado ventas por debajo de lo esperado. Por lo tanto, para recuperar a los usuarios el 2 de abril de 2014, en la conferencia Build, Microsoft confirmó el retorno del menú inicio en Windows 10 en una futura actualización.

### Windows 10
En Windows 10 el menú regresa definitivamente y la columna derecha ahora lo ocupan apps modernas, el cuadro de búsqueda todavía permanece en su lugar y función.
Entre sus características más notables, está el efecto de transparencia, personalización del color y la opción de dos versiones de tamaño. Las aplicaciones tienen mucha versatilidad de visualización, con "Fluent Design", "live tiles" (heredados de Windows 8), fijación y agrupación de íconos y la posibilidad de cambiar su tamaño.

### Windows Core
En la documentación de este nuevo sistema especialmente Windows 10X, el menú inicio pasa a llamarse Launcher.

### Windows 11
En Windows 11 el menú inicio sufre un rediseño, encontrándose por primera vez de forma predeterminada en el centro de la barra de tareas a diferencia de otras versiones en las que se ubicaba en el lado izquierdo, aunque de todas formas Windows permite a los usuarios cambiar el menú al lado izquierdo. También se eliminaron los "live tiles" y se le añadieron efectos de transparencia al estilo Fluent Design.
En Windows 11 Menú Inicio está dividido en una mitad superior que muestra tres filas de apps "fijadas" y una mitad inferior que muestra archivos recientemente usados. A partir de 23H2, en Menú Inicio la fila de apps fijas puede ajustarse para cuatro o dos filas y crear carpetas arrastrando un icono sobre otro, estas carpetas se le puede asignar un nombre. Sin embargo, a diferencia de Windows 10, este menú no se puede cambiar de tamaño, al igual que las dimensiones de las aplicaciones fijadas.

## Sistemas operativos de código abierto
Muchos entornos de escritorio para sistemas operativos de código abierto proporcionan un menú similar al menú inicio:
- Cinnamon
- FVWM95
- GNOME
- IceWM
- JWM
- KDE
- Lumina[14]
- LXDE
- MATE
- Qvwm (interfaz de Windows 95 para X Window System)
- ReactOS
- Unity
- Xfce

|                                    |
| El mintMenu de Linux Mint Cinnamon |

|                         |
| El menú Inicio de IceWM |

|                                              |
| Lanzador de aplicaciones Kickoff en KDE SC 4 |

|                         |
| Kickoff en KDE Plasma 5 |

|                     |
| Menú Inicio en LXDE |

|                                               |
| Dash de escritorio Unity 5.12 en Ubuntu 12.04 |

|                        |
| Menú Inicio en ReactOS |

|                                      |
| Vista de aplicaciones en GNOME Shell |